# كريس جون (ملاكم)
كريس جون (بالإندونيسية: Chris John)‏ (14 سبتمبر 1979 بجاكرتا في إندونيسيا - ) هو ملاكم إندونيسي، صنّف ضمن فئة وزن الريشة ‏.

## إحصائيات
خاض خلال مسيرته 52 نزالا، فاز في 48 وتعادل في 3 وخسر في 1. فاز بالضربة القاضية في 22 نزالا.

## روابط خارجية
- كريس يوحنا على موقع بوكس ريك (الإنجليزية) (registration required)